# Enterosora sprucei
Enterosora sprucei là một loài dương xỉ trong họ Polypodiaceae. Loài này được Hook. Parris mô tả khoa học đầu tiên năm 2002.